# 托納 (桑坦德省)
托納是哥倫比亞的城鎮，位於該國東北部，由桑坦德省負責管轄，始建於1550年2月25日，面積342平方公里，海拔高度2,191米，2005年人口6,651，人口密度每平方公里19.45人。
7°15′N 72°54′W / 7.250°N 72.900°W